# Pristimantis waoranii
Pristimantis waoranii es una especie de anfibio anuro de la familia Craugastoridae.

## Distribución geográfica
Esta especie es endémica de la provincia de Orellana en Ecuador. Habita a 217 m sobre el nivel del mar en el parque nacional Yasuní.

## Descripción
Los machos miden de 19 a 21 mm y las hembras de 27 a 31 mm.

## Etimología
Esta especie lleva el nombre en honor a tribu Waorani.

## Publicación original
- McCracken, Forstner & Dixon, 2007: A new species of the Eleutherodactylus lacrimosus assemblage (Anura, Brachycephalidae) from the lowland rainforest canopy of Yasuni National Park, Amazonian Ecuador. Phyllomedusa, vol. 6, n.º 1, p. 23-35[6]